# Стридуляция
Стридуляция — характерное для звуковой коммуникации насекомых (прямокрылых, цикадовых, некоторых муравьёв и других) стрекотание (вибросигнализация), издаваемое с помощью стридуляционного аппарата (стридулитрум) путём трения о зазубренную поверхность острого кутикулярного канта. Встречается и у других членистоногих.

## Встречаемость
Стридуляция с помощью стридуляционных органов обнаружена у таких насекомых, как сверчки и кузнечики, певчие цикады, жуки-долгоносики Curculionidae, жуки-усачи Cerambycidae, Mutillidae («осы-немки»), клопы Reduviidae, жуки-златки Buprestidae, Hydrophilidae, жуки-скакуны Cicindelinae, Scarabaeidae, Glaresidae, личинки жуков-оленей Lucanidae, Passalidae, Geotrupidae, Alydidae, Miridae, Corixidae, Micronecta scholtzi, различные муравьи (включая Solenopsis richteri), некоторые виды мухи Agromyzidae. Личинки стрекоз Epiophlebia superstes способны к стридуляции (стрекотанию), с помощью которой отпугивают хищников. Стридуляция также известна у пауков-волков, в том числе тарантулов, и некоторых многоножек (Diplopoda, Oniscomorpha).

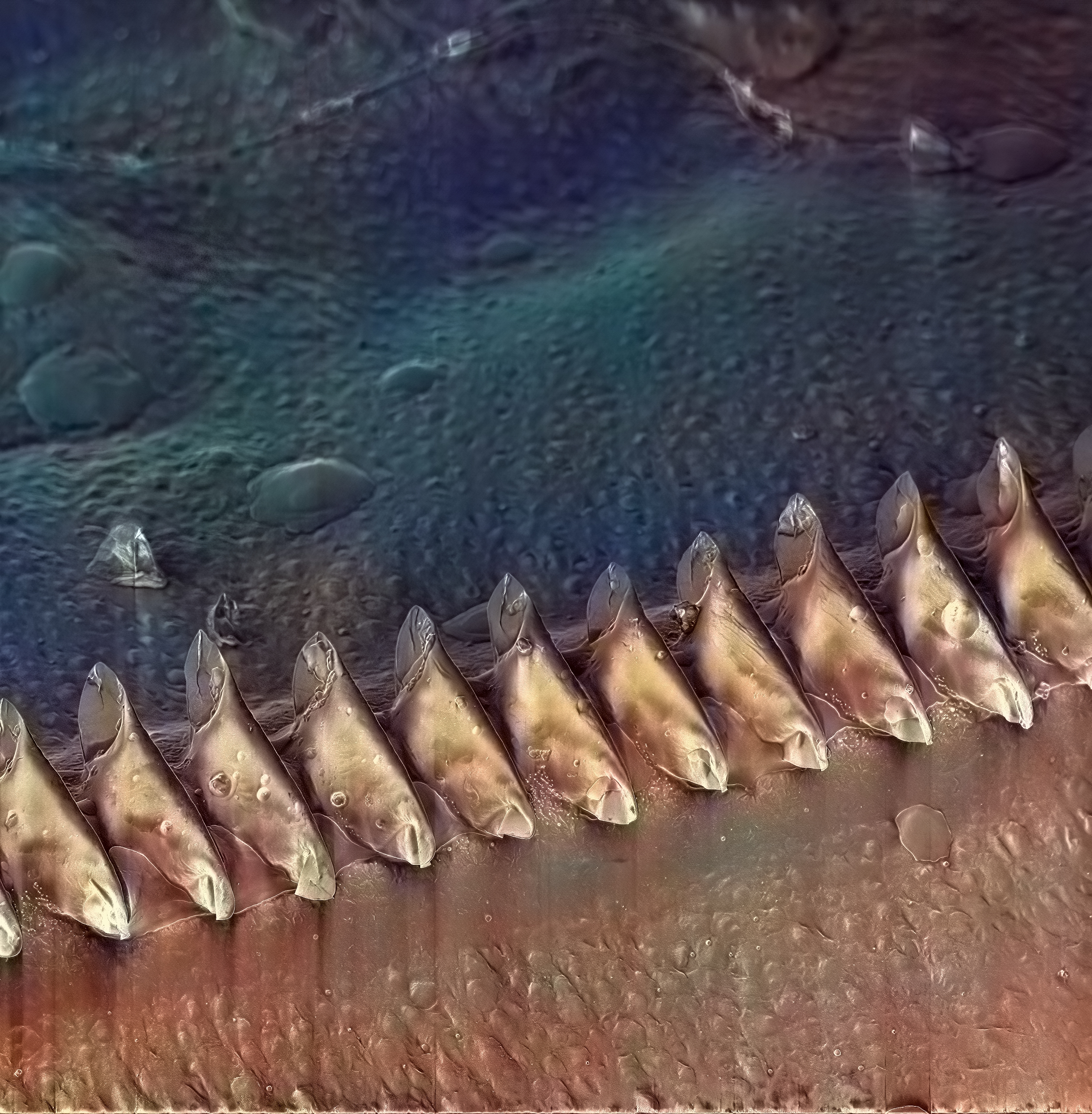
Зубчики стридуляционной жилки сверчка под электронным микроскопом

У самцов кузнечиков сложенное левое надкрылье расположено сверху правого и чтобы застрекотать, они приподнимают и раздвигают надкрылья, а затем приводят их в вибрирующее движение из стороны в сторону, в результате чего зубчики «смычка» (толстая стридуляционная жилка с зубчиками) на нижней поверхности левого надкрылья трутся о рамку «зеркальца» (округлая тонкая прозрачная перепонка, резонатор) правого надкрылья. Подобным образом и самцы сверчков производят громкие звуки трением надкрылий, только у них правое надкрылье расположено над левым. Издаваемые ими сигналы служат для привлечения самок, для ухаживания за самкой или для отпугивания других самцов. Саранчовые трут шиповатыми бёдрами задних ног о край крыла, достигая сходный с кузнечиками стридуляционный эффект. Певчие цикады для стридуляции используют специальную звуковую кутикулярную мембрану, приводимую в колебание особыми асинхронными мышцами (тимбальный орган). Получающийся металлический звук резонирует в специальных полостях внутри тела, достигая большой громкости. Пение самцов цикад служит для привлечения самок. Один из видов южно-американских цикад способен издавать звук, похожий на свист паровоза. Голодные личинки некоторых ос скрежещут челюстями о стенки ячеек своих бумажных гнёзд, требуя корм от рабочих.
Личинки жука-оленя способны издавать стрекочущие звуки с частотой 11 кГц, вероятно, обеспечивающие им коммуникацию между собой. Звуки издаются с помощью специальных органов стридуляции, которые образованы продольным рядом продолговатых зубцов (pars stridens) на бёдрах средней пары ног и рядом ребристых выступов (plectrum) на вертлугах задней пары ног. Издаваемый звук длится около 1 секунды, иногда повторяется несколько раз.
Муравьи подсемейств мирмицины, например рода Мирмики, издают звуки с помощью стридулитрума (органа, расположенного на стебельке между постпетиолем и брюшком).
Стридулитрум (стридуляционный орган) у представителей муравьиного подсемейства понерины, например, у Megaponera analis, расположен на абдоминальном претергите IV (с его помощью муравьи издают звуки при тревоге).
У разных видов насекомых длительность, частота и ритм звуковых сигналов различаются и являются индивидуальными. Частота звуков, издаваемых цикадами, саранчовыми, сверчками и медведками, находится в диапазоне от 1,6 до 8,5 кГц, а у большинства кузнечиков — в области высокочастотных звуков и ультразвука вплоть до 30 кГц.

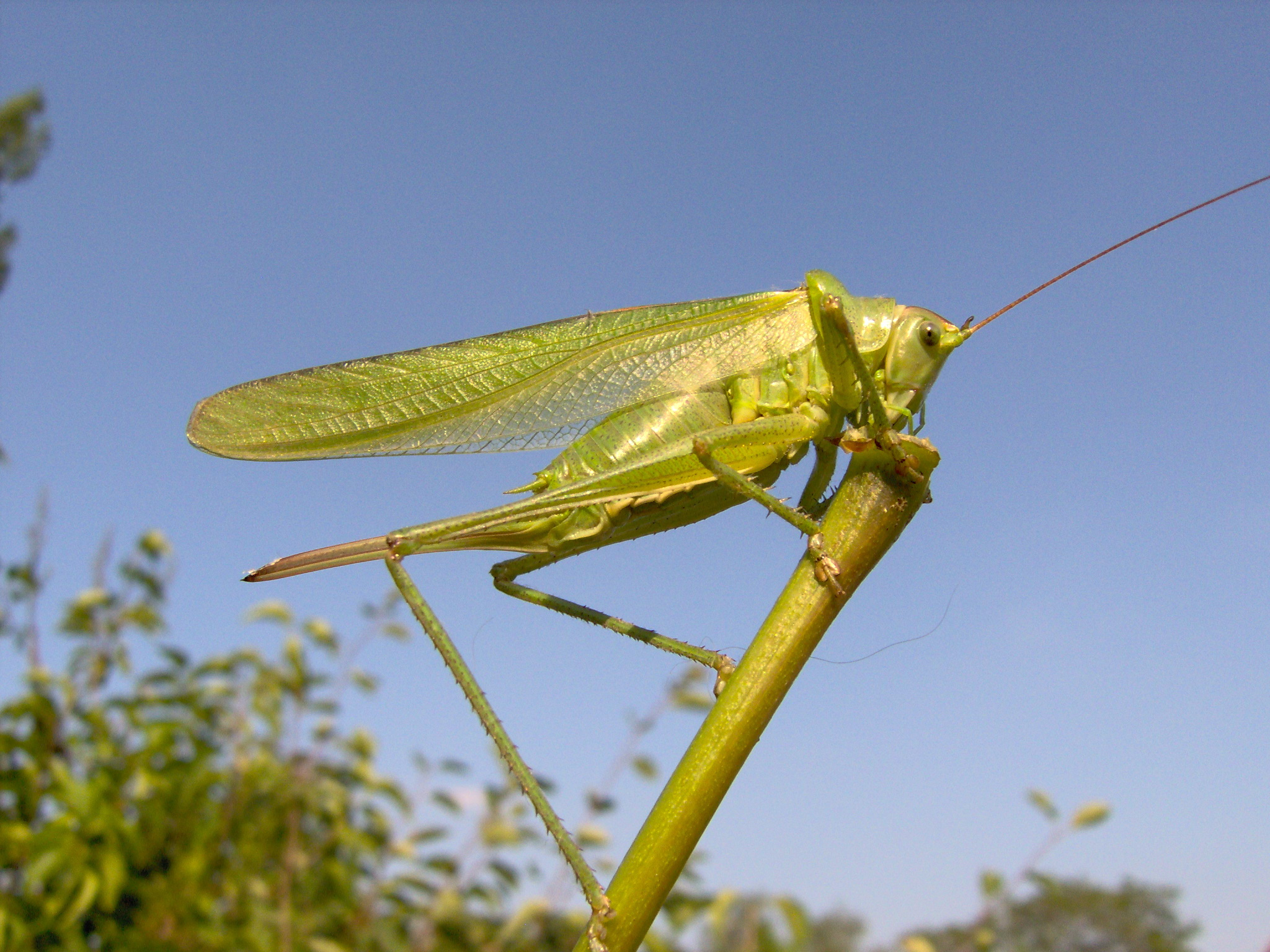
Зелёный кузнечик (Tettigonia viridissima)
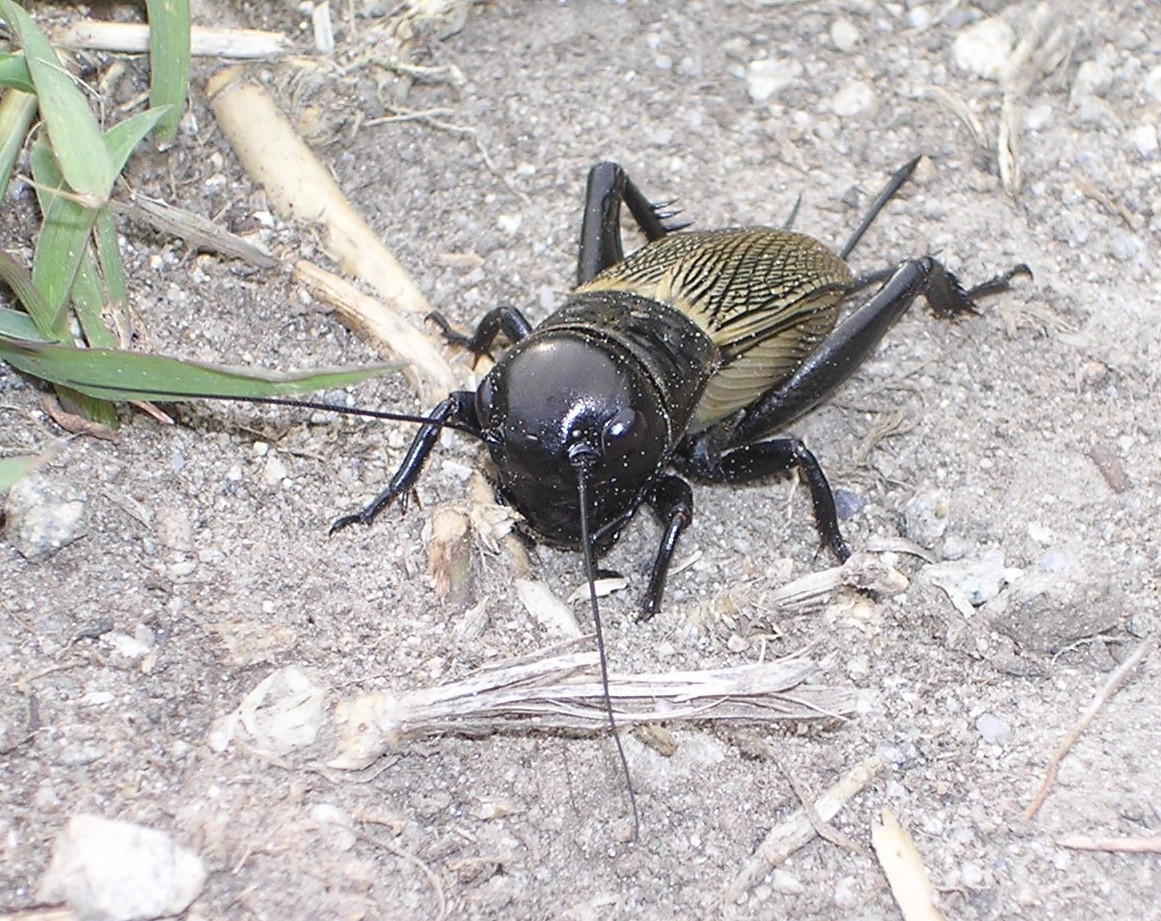
Сверчок Gryllus campestris
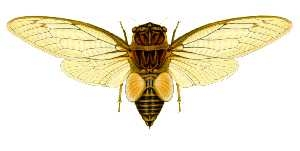
Цикада Arunta perulata